# Serfaus
Serfaus är en ort och kommun i distriktet Landeck i förbundslandet Tyrolen i Österrike. Serfaus har en tunnelbana med fyra stationer.